# Balclutha fuscomaculatus
Balclutha fuscomaculatus är en insektsart som beskrevs av Dai, Chen och Li. Balclutha fuscomaculatus ingår i släktet Balclutha och familjen dvärgstritar. Inga underarter finns listade i Catalogue of Life.